# Onzo
Onzo (ligur nyelven Ùnsu) település Olaszországban, Liguria régióban, Savona megyében. Lakosainak száma 220 fő (2023. január 1.). Onzo Castelbianco, Ortovero, Ranzo, Casanova Lerrone, Nasino, Vendone és Aquila d’Arroscia községekkel határos.

## Népesség
A település lakossága az elmúlt években az alábbi módon változott:
| Lakosok száma | 214  | 216  | 220  |
|               | 2017 | 2018 | 2023 |